# John Onaiyekan
John Olorunfemi Onaiyekan  (Kabba, 29. siječnja 1944.) nigerijski je prelat Katoličke Crkve.
Kardinalom ga je proglasio papa Benedikt XVI. na konzistoriju 24. studenog 2012. godine.